# Pineberries

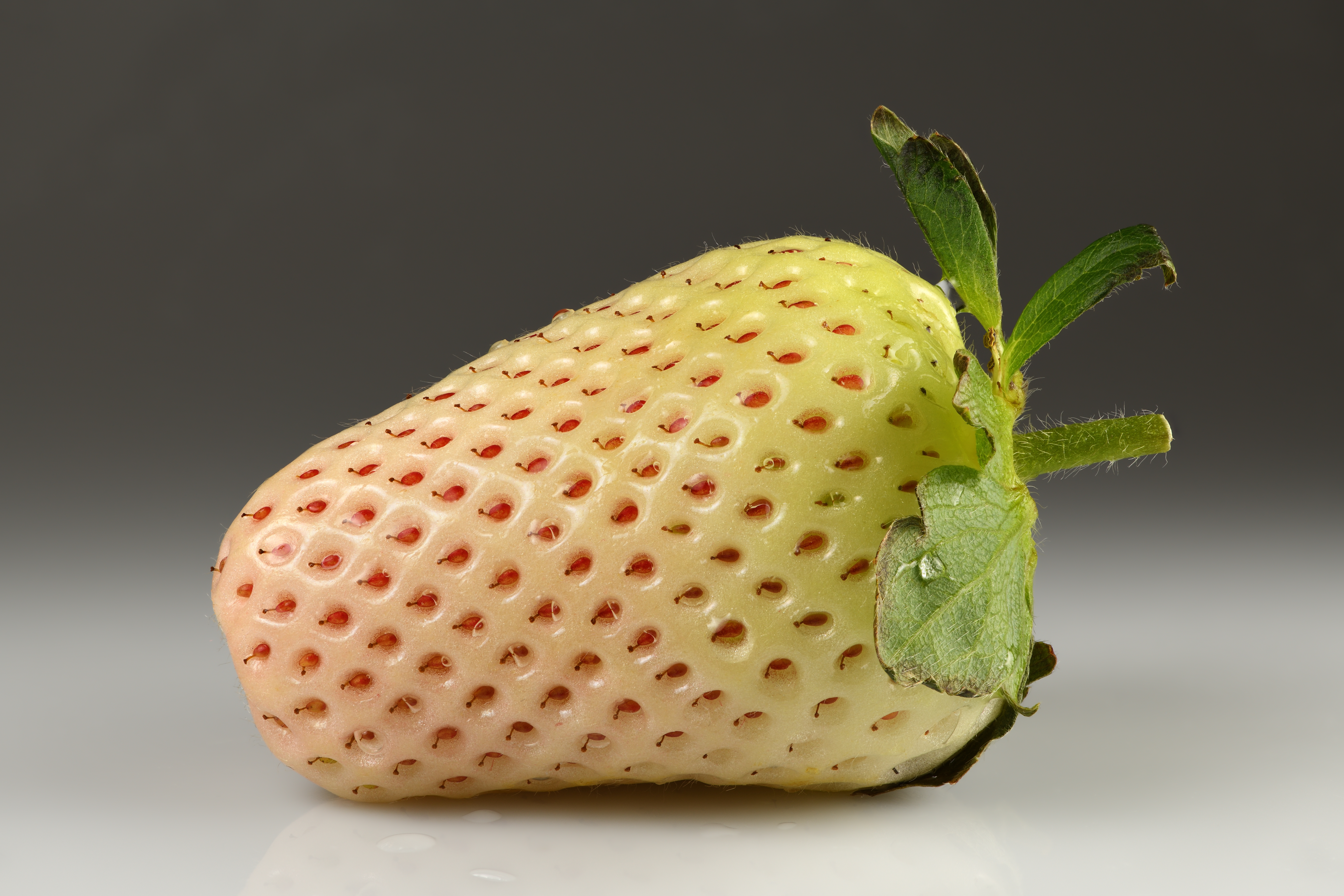
Pineberry 'Florida Pearl'

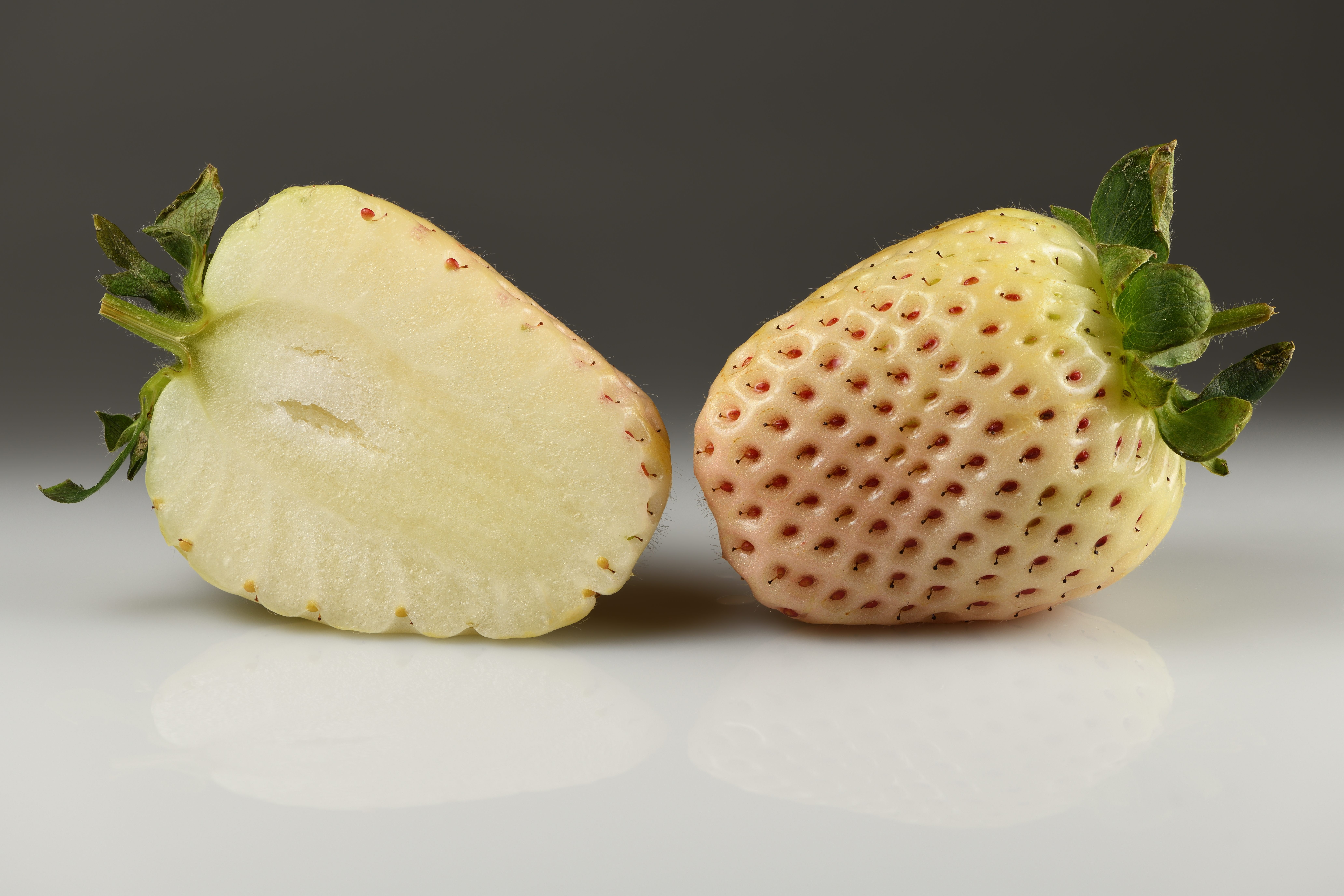
Pineberries 'Florida Pearl'

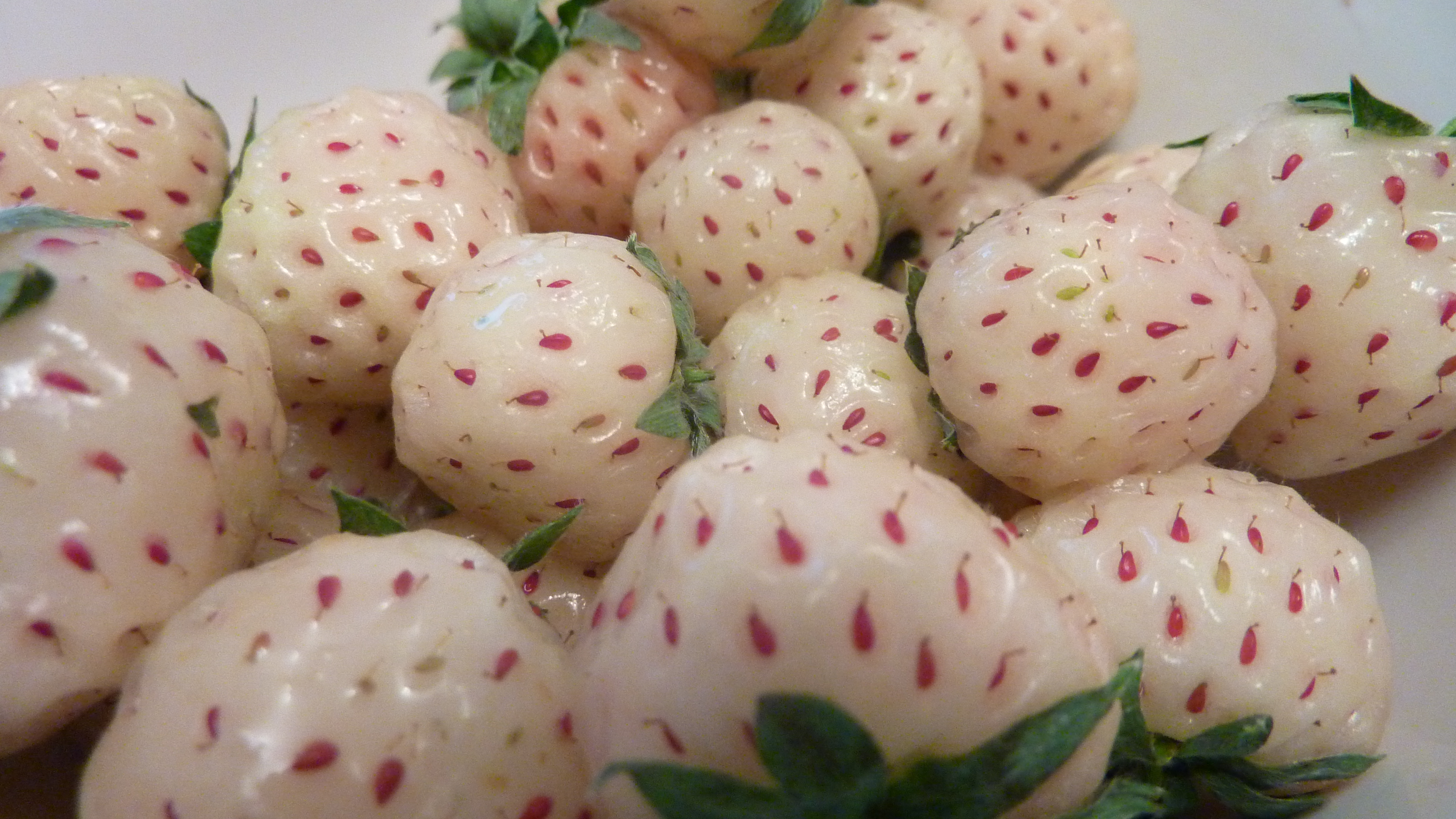
Pineberries

Pineberries (latinsky Fragaria ananassa) jsou zvláštní odrůdou jahod. Tato odrůda již dříve rostla volně v lesích Latinské Ameriky, ale do dnešní podoby byla vyšlechtěna v Nizozemsku. Jsou velmi populární ve Velké Británii a mají několik odrůd. Název vznikl z anglických slov Pineapple (ananas) a Strawberry (jahoda).

## Vzhled
Rostlina vypadá jako normální jahodník. Plod je stejně velký jako jahoda, ale dužina a povrch jsou smetanově bílé, a má červená zrníčka.

## Chuť
Chutnají podobně jako ananas, ale chuť jahod mají také. Lze je podávat jako normální jahody. Česky se jim někdy říká ananasové jahody, nebo bílé jahody.